# Poladska kultura
Poladska kultura iz  22. do 16. stoletja pr n. št. je bila kultura bronaste dobe, razširjena predvsem na ozemlju sedanje Lombardije, Veneta in Trentina, za katero so značilna kolišča.  
Ime kulture izhaja iz lokacije z enakim imenom v bližini mesta Lonato del Garda v Lombardiji, kjer so v letih 1870-1875 med obsežnimi raziskavami barja prvič odkrili najdbe, pripisane tej kulturi. Z datiranjem z ogljikom-14 so najdbe umestili v obdobje od okoli 1380 do okoli 1270 pr. n. št. Druga pomembna najdišča poladske kulture so na ozemlju med Mantovo, Gardskim jezerom in jezerom Pusiano. Poladski kulturi je sledila bronastodobna kultura kolišč in naselij, obdanih z okopi. 

## Kronologija
Poladsko kulturo se običajno umešča v obdobje od 2200 do 1500 pr n. št. ali (po Hardingu) v obdobje od 2400 do 1400 pr. n. št. Mireille David-Elbiali i, Wolfgang David  sta obdobje omejila z letoma 2200 in 1750 pr. n. št.
Tako imenovane tavolette enigmatiche ali Brotlaibidol, najdene v Poladi in Lago Poledro, so iz kasnejšega obdobja južnoalpske bronaste dobe in  so v korelaciji s poladsko kulturo. Po kronologiji, ki jo je pedlagal Renato Perini, so tavolette enigmatiche iz obdobij bronasta antika II in bronasta antika III, ki sovpadata z obdobjem polada B. Glinasti predmeti so bili datirani v obdobje od 2050 pr. n. št. (Polada B, Lavagnone 2) do 1400/1300 pr. n. št.  (Lavagnone, Isolone di Mincio). Po kronološkem sistemu Paula Reineckeja je poladska kultura vključena v obdobje bronaste dobe BzA2 do BzC2, po mnenju David-Elbialijeve in Davida (2009) pa samo v obdobja BzA1a, BzA1b in BzA2a, se pravi v zgodnjo in razvito srednjo bronasto dobo.
Naselje Lavagnone 1 bi se lahko umestilo v obdobje 2080/2050 pr n. št.  Lavagnone 2 je obstajal 65 let  (od 2050 do 1991/1985 pr. n. št.), Lavagnone 3 pa se je začel okoli leta 1984 pr. n. št.

## Izvor
Poladske kultura ima nekaj skupnega s predhodno kulturo zvončastih čaš, vključno z uporabo loka in določenih spretnosti v metalurgiji, sicer pa se razlikuje tako od kulture zvončastih čaš kot od predhodne remedelske kulture. Po Barfieldu je pojav poladske kulture povezan s prihodom novega prebivalstva iz južne Nemčije in Švice.
Vzporedno s poladsko kulturo v severni Italiji so se v alpskem svetu razvile še naslednje podobne kulture:
- lajtaprodesdorfska in unjetiška kultura v Avstriji
- straublinška in singenska kultura v južni Nemčiji
- ronska kultura v južni Franciji
- kultura Ljubljanskega barja v Sloveniji

## Razširjenost
Večina naselij, pripisanih poladski kulturi, je bila odkrita okoli Gardskega jezera, med vzhodno Lombardijo, Trentinom in zahodnim Venetom in okoli Viveronskega jezera in jezera Maggiore v Piemontu. 
Vplive poladske kulture so odkrili v kulturah bronaste dobe Ligurije, Romanje, Korzike in Sardinije (bonanarska kultura).

## Naselja
Hiše na območju jezer in močvirij so bile zgrajene na ploščadih iz več plasti vodoravno položenih debel, te pa na kolih, zabitih v dno jezera oziroma močvirja. Površina naselja je bila relativno omejena na približno hektar. Naselja so  imela od 200 do 300 prebivalcev.

## Gospodarstvo
Gospodarstvo je temeljilo na živinoreji, poljedelstvu, lovu in ribolovu ter obsežnem nabiranju jagodičja.
Na najdišču poladske kulture pri Solferinu so odkrili ostanke najstarejšega udomačenega konja v Italiji.

## Snovna kultura
Keramika poladske kulture je bila še vedno groba, druge dejavnosti pa so rasle in se razvijale, zlasti obdelava kamna, kosti, rogov, lesa in kovin.  Bronasta orodja in orožje kažejo podobnosti s tistimi iz unjetiške kulture in drugih skupin na severu Alp, vključno s skupinama Singen in Straubing.

## Večja mesta
- Polada (tipsko najdišče)
- Alba Via Bubbio (Alessandria)
- Arbedo Castione v kantonu  Ticino
- Bande di Cavriana Scavo (Mantova)
- Barche di Solferino (Solferino)
- Canàr I (Rovigo)
- Castello Valsoda (Como)
- Castione dei Marchesi (Parma)
- Fiavé 3 (Trento)
- La Quercia di Lazise
- Lago di Ledro
- Lavagnone 4, Lavagnone 3/A in Lavagnone 2/A
- Lucone D
- Palude Brabbia (Varese)
- Remedello Sopra (Brescia)
- Romagnono (Trento)
- Saint-Martin de Corléans (Aosta)
- Savignano (Modena)
- Sorbara di Asola (Mantova)
- Torbole (Brescia)
- Vela di Valbusa (Trento)